# Erik Alfred Tesaker
Erik Alfred Tesaker, född 1979 i New York och uppväxt i Kristiansand, är en norsk snickare och lärare. Hans farfar Konrad Tesaker var uppfinnare och hantverkare och kom att påverka Tesaker starkt.
År 2008 tog Tesaker över den vattenkraftdrivna snickeriverkstaden i Gyland i Flekkefjord. Tesaker hade länge närt en dröm om att skapa sitt eget mekaniska paradis för att föra vidare gamla hantverkstraditioner. Han sade 2010 upp sig från sitt arbete för att istället sysselsätta sig på heltid med Handverksfabrikken, där han började restaurera den förfallna snickeriverkstaden som efter att den öppnat för allmänheten år 2012 snart hade 3000-4000 besökare per år
År 2016 gjorde NRK den första delen i TV-serien Oppfinneren, som även sänts av Sveriges Television. Den första säsongen följde arbetet på Øystøl och ledde till åtta avsnitt. I genomsnitt sågs den första serien av 656 000 tittare. En andra och tredje serie producerades 2017 resp. 2018, som även de visats på SVT.
Tesaker, som är bosatt på gården Øystøl, är gift och har tre barn.

## Filmografi
- 2016: Oppfinneren (första serien)
- 2017: Oppfinneren (andra serien)

## Priser och utmärkelser
- 2009: Bidrag till iståndsättning av Gyland trevarefabrikk[6]
- 2012: Vest-Agder fylkes kulturminnevernpris[5][7]